# كأس أوغندا 1993
كأس أوغندا 1993 (بالإنجليزية: 1993 Uganda Cup)‏ هو موسم من كأس أوغندا. فاز فيه نادي كامبالا سيتي.